# Strada Maggiore
Strada Maggiore (anticamente nota come Strata Maior; Stra Mażåur in bolognese) è una strada del centro storico di Bologna ad andamento est-ovest che collega Piazza di Porta Ravegnana alla Porta Maggiore, dal 2016 interamente compresa nel Quartiere Santo Stefano.
È l'unica via bolognese ad aver preservato la denominazione urbanistica di "strada" (dal latino sternere: "lastricare"), un tempo comune per le vie principali del centro storico, datale già in epoca romana e confermata dalla riforma napoleonica del 1801.

## Storia
Il tratto stradale attuale è pressappoco coincidente con la porzione di Via Emilia che si sviluppava all'esterno del centro abitato della Bononia romana, il quale terminava difatti, a est, in Piazza di Porta Ravegnana.
L'odonimo di Strata Maior era già noto nel 1162, venendo menzionato nel rogito di un'enfiteusi di un'abitazione ubicata in "Burgo Stratae Maioris". Preservò la sua denominazione fino al 1873, quando il tratto interno alle mura fu ribattezzato in onore del patriota risorgimentale Giuseppe Mazzini, mentre quello esterno venne ribattezzato "via Maggiore", per poi mutare nuovamente nel 1878 con il nome attuale. Le delibere consiliari del regime fascista preservarono per il tratto interno la denominazione originale (Strada Maggiore), mentre il tratto esterno cambiò nome da Via Maggiore a via Mazzini.

## Punti d'interesse
Lungo Strada Maggiore si trovano numerosi palazzi e chiese, tra cui:
- La Basilica dei Santi Bartolomeo e Gaetano (XVII sec.): elevata al rango di basilica minore da papa Pio XI, contiene dipinti di Francesco Albani e Guido Reni;
- La Basilica di Santa Maria dei Servi (XVI sec.) e il porticato: contiene opere di Francesco Albani, Vitale da Bologna, Giovanni Angelo Montorsoli e altri;
- Il Palazzo Rossini: acquistato nel 1822 da Gioachino Rossini e dimora del compositore per circa un ventennio, prima del trasferimento a Parigi;
- Il Palazzo Hercolani (XVIII sec.): oggi sede della Scuola di Scienze Politiche dell'Università di Bologna;
- Placca sulla Casa Zorzi, già Borghi-Mamo, dedicata ad Adelaide Borghi-Mamo.
- La Chiesa di Santa Caterina di Strada Maggiore
- Palazzo Conti Castelli

## Trasporto
Il tratto è servito da 2 fermate del trasporto pubblico locale su gomma gestito da TPER.